# المجمع المقدس (روسيا)

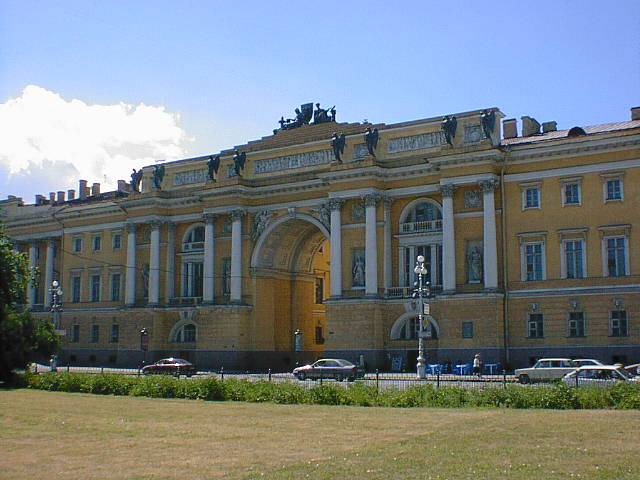
المقر الرئيسي للمجمع المقدس للامبراطورية الروسية في سانت بطرسبورغ.

إدارة المجمع المقدس الكنسي (بالروسية: Святейший Правительствующий Синод)‏ هو الهيئة الرئاسية العليا للكنيسة الأرثوذكسية الروسية بين 1721 وعام 1918، عندما كانت البطريركية مستعادة. اختصاص المجلس المقدس ممتدة على كل نوع من السؤالات الكنسية وعلى بعض بشكل جزئي علماني.
كان المجمع الكنسي الذي أنشأه بيتر الأول يوم 25 يناير 1721 كجزء من برنامجه الإصلاحي الكنسي. إنشائها أعقب ذلك إلغاء للبطريركية. وكان السينودس يتألف جزئيا من الأشخاص الكنسيين، وجزئيا من العلمانيين يعينهم القيصر. وكان من بينهم من بطارقة سانت بطرسبورغ وموسكو وكييف وحاكم الولاية في جورجيا. أصلا، كان هناك عشرة أعضاء من الكنسية، ولكن العدد في وقت لاحق تغير إلى اثني عشر.
وكان السينودس، في المقام الأول، الوصي على نقاء العقيدة، وإ التأكد من أن جميع أفراد رجال الدين يؤدون واجباتهم وفقا لروح العقيدة، ويهتم بإبادة المعارضة والخرافات، وراقب المنشور من الكتب الدينية. تولى السينودس التعليم الديني العام ونشر العقيدة، كما أنه كان يسيطر على المؤسسات التعليمية الدينية، وابتداء من عام 1885، أكثر من كنيسة الرعية للمدارس. وكان المجمع الكنسي للمحكمة العليا لجميع الشؤون الكنسية سواء كانت إدارية أو قضائية، وقرر فيه جميع المسائل المتعلقة بالزواج.